# 沖縄県道75号沖縄石川線

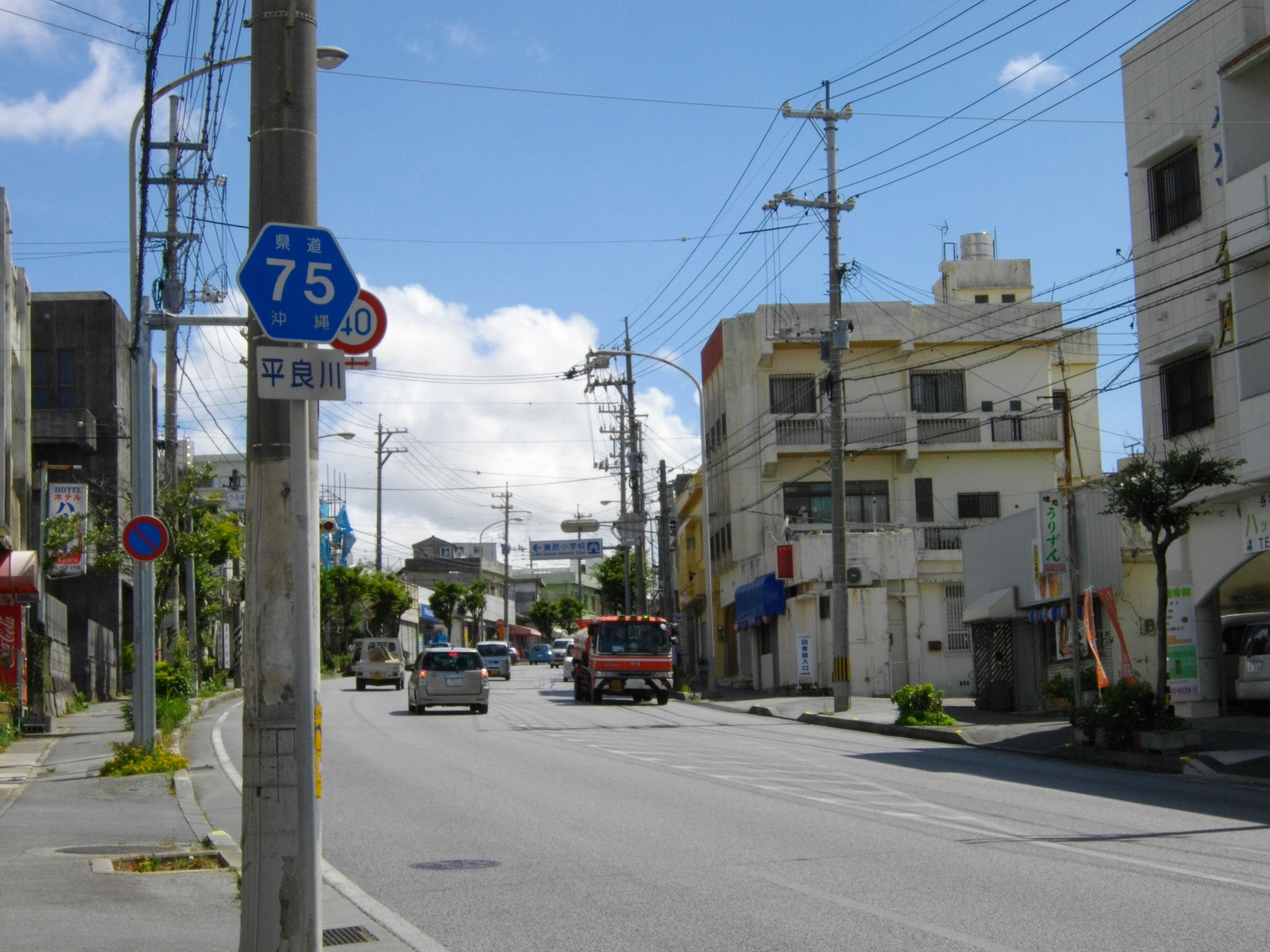
沖縄県道75号線（うるま市平良川）

沖縄県道75号沖縄石川線（おきなわけんどう75ごう おきなわいしかわせん・主要地方道沖縄石川線）は沖縄県沖縄市宮里とうるま市石川東恩納とを結ぶ主要地方道。

## 概要

### 区間
- 起点：沖縄市宮里（コザ十字路、国道329号・国道330号）
- 終点：うるま市石川東恩納（沖縄県道255号石川池原線（旧国道329号））
- 総延長：11.55km（実延長も同じ）

### 通過自治体
- 沖縄市－うるま市

### 交差する路線
- 国道329号（起点）
- 国道330号（起点）
- 国道331号（起点-国道329号に重複）
- 沖縄県道224号具志川環状線（沖縄市美里、うるま市安慶名-赤道方面（県道8号と重複）、同市天願-前原方面）
- 沖縄県道85号沖縄環状線（うるま市江洲）
- 沖縄県道16号線（うるま市赤道）
- 沖縄県道36号線（うるま市喜屋武）
- 沖縄県道10号伊計平良川線（うるま市平良川）
- 沖縄県道8号線（うるま市安慶名）
- 沖縄県道255号石川池原線（終点）

### 重複路線
- 沖縄県道36号線（うるま市平良川で旧道部分のみ）
- 沖縄県道224号具志川環状線（うるま市安慶名 - 天願）

### 主要施設
- 沖縄美里郵便局（沖縄市美里）
- 沖縄県立中部病院（うるま市宮里）
- 具志川郵便局（うるま市平良川）
- うるま市役所（うるま市みどり町）
- キャンプ・コートニー（うるま市天願）

### 路線バス
起点のコザ十字路からうるま市役所が近くにある安慶名交差点までの区間はうるま市の中心地を通るとあって交通量も多く、うるま市内（具志川止まりまたは与勝半島方面）や石川・名護方面へ向かう多くの路線バスがこの区間を通る。一方石川や名護方面へ向かうバスは安慶名交差点から先は県道8号経由で県道255号（旧国道329号、さらに石川から国道329号）へ出るため、うるま市役所前から終点の東恩納までは路線バスはまったく通っていない（かつては26番石川（昆布）線や22番（久志（天願）線）が乗り入れていたが廃止された）。
コザ十字路～安慶名十字路を通る路線
- 21番・新都心具志川線（琉球バス交通）
- 24番・那覇大謝名線（琉球バス交通）
- 27番・屋慶名（大謝名）線（沖縄バス）　具志川高校前経由便は通らない
- 77番・名護東（辺野古）線（沖縄バス）
- 80番・与那城線（沖縄バス）
- 93番・屋慶名～イオンモール線（沖縄バス）
- 127番・屋慶名（高速）線（沖縄バス、沖縄自動車道経由）
- 227番・屋慶名おもろまち線（沖縄バス）
- 777番・急行バス（屋慶名）線（沖縄バス）

コザ十字路 - 安慶名十字路 - うるま市役所前を通る路線
- 23番・具志川線（琉球バス交通）
- 112番・国体道路線（琉球バス交通）
- 113番・具志川空港線（琉球バス交通、沖縄自動車道経由）
- 223番・具志川おもろまち線（琉球バス交通）

コザ十字路 - 赤道十字路を通る路線
- 52番・与勝線（沖縄バス）
- 61番・前原線（沖縄バス）

赤道十字路 - 安慶名十字路を通る路線
- 63番・謝苅線（琉球バス交通）
- 263番・謝苅おもろまち線（琉球バス交通）

中部農林高校入口 - 安慶名十字路を通る路線　
- 90番・知花（バイパス）線（琉球バス交通）
- 110番・長田具志川線（琉球バス交通）
- 190番・知花空港線（琉球バス交通）2022年10月17日運行開始[1]

中部病院前 - 安慶名十字路を通る路線
- 22番・名護～うるま線（沖縄バス）

## 歴史
- 1953年（昭和28年） 越来村（現沖縄市）島袋 - 石川市（現うるま市石川）東恩納が軍道24号線（島袋 - 胡屋は5号線と重複）、北谷村（現北谷町）謝苅 - 越来村（現沖縄市）島袋が琉球政府道24号線としてそれぞれ指定。
- 1972年（昭和47年）5月 本土復帰と同時に軍道24号線のうちコザ市（現沖縄市）島袋 - コザ十字路が国道330号、コザ十字路 - 東恩納と政府道24号線全区間が一般県道24号線となる。
- 1976年（昭和51年） 県道24号線のうち沖縄市コザ十字路 - 石川市（現うるま市石川）東恩納の旧軍道区間を現路線として主要地方道に昇格した（県道24号線は旧政府道区間のみに）。
- 1980年代 コザ十字路 - 平良川交差点が4車線に拡幅される。

## 特徴
- 2005年（平成17年）4月にうるま市合併前の中心都市、旧具志川市の主要幹線道路で、かつては平良川に具志川市役所（現うるま市役所）、具志川警察署（現うるま警察署）などの市の重要機関がこの路線沿いに集まっていた。一時は沖縄市コザ十字路で止まっている国道330号を具志川市内のこの路線まで延長するという噂もごく僅かながらあった。